# الفتح المبين (مسلسل)

## قصة
بعد أن أتم عمرو بن العاص فتح مصر، أرسل إلى الخليفة عمر بن الخطاب ليستأذنه في فتح بلاد المغرب بعد أن بعث بعض السرايا إلى برقة وطرابلس . فرفض امير المؤمنين طلبه حتى لا يتفرق شمل المسلمين، وبعد مجيء عبد الله بن سعد بن أبي السرح، استأذن الخليفة عثمان بن عفان في فتح بلاد المغرب، فاستشار عثمان الصحابة فأشاروا عليه بذلك فجهز جيشًا كبيرًا ولقيهم عقبة بن نافع ومن معه من المسلمين ببرقة ليبدأ أول رحلة في فتح بلاد المغرب.

## فريق العمل

### بطولة
| - أحمد ماهر:عقبة بن نافع - طارق الدسوقي:أبو المهاجر دينار - تهاني راشد:خارجة - مديحة حمدي:أم غياث - إبراهيم خان:جوريجيوس حاكم المغرب - حمدي الوزير:ابن وحشي - محمد عبد الجواد:ألفونسو | - منال سلامة:سيمون ابنة جوريجيوس - رشدي المهدي:سمعان - فاروق نجيب:واصف - عثمان محمد علي:ميمان - عادل أمين:رابو مساعد جوريجيوس - مصطفى حشيش:زهير بن قيس البلوي - أحلام الجريتلي:رقية بنت نعمان | - منى حسين:مريم أبنة الطبيب - رضا الجمال:شريك زوج خارجة - هلال فهمي:كسيلة حاكم الأمازيغ - أشرف طلبة:حسان بن النعمان - محمود عبد الغفار:مساعد عقبة - أيمن عبد الرحمن:مساعد عقبة - أحمد صادق:مساعد عقبة | - إبراهيم الأبيض - أحمد حجازي - محمد نبيل - سعيد ياسين - ممدوح درويش - رانيا فتح الله - أحمد عبد الحليم |

بالاشتراك مع: حسام فياض- أحمد إبراهيم- فاتن غيث- عبد الرحمن حامد: الطبيب- بدر الدين حسنين- عبد المنعم سعد- هشام الشربيني- جمال الفيشاوي- أحمد عمار- صلاح الحسيني- جمال فرج- فتحي غياض- مصطفى طلبة- محمد عبد الحليم- هشام عثمان- علي الزفتاوي- أحمد حافظ- متولي علوان- حسام الأشقر- طلعت الشريف- سمير العربي
- محمد صفوت:طفل
- ميادة عفيفي:طفلة
- نادر توفيق:طفل
- تيسير فهمي:الكاهنة ديهيا

### إداريون
| - بهاء الدين إبراهيم: قصة وسيناريو وحوار - مجمع البحوث الإسلامية: المراجعة - د. محمود إسماعيل:المراجعة التاريخية - عثمان محمد علي: المراجعة اللغوية - علي أمين عراقي: المراجعة اللغوية - إبراهيم الزهيري: المراجعة اللغوية - أحمد شفيق كامل: أشعار الأغاني (المقدمة والنهاية - السقيا - الدين للديان - الشهادة - أماه - شمس الإسلام) - مصطفى الضمراني: أشعار الأغاني (حاولت كثيرا - أنا مخطئة - الله يا الله - الله أكبر - نور الإسلام - لحظات - اللهم فاشهد) | - جمال سلامة: الموسيقى والألحان - مدحت صالح: غناء - هدى عمار: غناء - نسرين رشدي: غناء - ممدوح عبد القوي: مهندس الديكور - صفاء عبد العظيم: تصميم الأزياء - ناهد الكرمودي: تصميم الحلي والمجوهرات - أحمد هلال: مدير الإضاءة | - مصطفى عيد: مدير التصوير - طارق عبد الغني: تصوير - محمد حسين: تصوير - عماد وليم: تصوير - سمير زين: إعداد موسيقي - أسامة قاسم: تصميم المقدمة والنهاية | - سعيد علي: مونتاج فيديو - قطاع الشئون المالية والاقتصادية - اتحاد الإذاعة والتلفزيون (ج.م.ع): موزع - جمال الدرديري: مساعد مخرج أول - أسامة قاسم: مخرج منفذ - علي هيكل: مدير الإنتاج - قطاع الإنتاج - اتحاد الإذاعة والتلفزيون (ج.م.ع): منتج - شيرين قاسم: مخرج |